# Hor-Aha
Hor-Aha (3100 TCN—3037 TCN; hoặc Aha hay Horus Aha) được coi là vị pharaon thứ hai thuộc Vương triều thứ nhất của Ai Cập cổ đại. Ông sống vào khoảng thế kỷ 31 TCN và được cho là đã có một vương triều kéo dài.

## Danh tính

### Tên gọi
Tên gọi thông dụng của ông Hor-Aha là một dạng chuyển thể từ tên Horus của vị pharaon này, với một phần của tước hiệu hoàng gia kết hợp với thần Horus, và ở dạng đầy đủ là Horus-Aha có nghĩa là Horus người chiến binh.
Trong giai đoạn Sơ kỳ vương triều, các di tích khảo cổ học đề cập đến các pharaon với tên Horus của họ, trong khi những ghi chép lịch sử, như trong Danh sách Vua Turin và Abydos, sử dụng một tước hiệu hoàng gia để thay thế, tên nebty. Những tên gọi danh nghĩa khác nhau này của một pharaon thường được sử dụng một cách độc lập, nhờ vào sự ngắn gọn của chúng và còn phụ thuộc vào hoàn cảnh cũng như thời kỳ.
Các nhà Ai Cập học đã đồng thuận với những phát kiến của Petrie trong việc thống nhất hai cách ghi chép và kết nối giữa tên gọi Hor-Aha (theo khảo cổ) với tên nebty Ity (theo lịch sử).
Quá trình tương tự đã dẫn đến việc đồng nhất Menes (một tên nebty) với Narmer (một tên Horus) - cả hai đều được ghi lại là người đã thống nhất Ai Cập và là pharaon đầu tiên của vương triều thứ nhất- là vị vua tiền triều của Hor-Aha (vị pharaon thứ hai).

## Vương triều

### Kế vị Namer
Những dấu ấn được G. Dreyer phát hiện tại Umm el-Qa'ab từ ngôi mộ của Merneith và Qa'a đã giúp xác định Hor-Aha là vị pharaon thứ hai của vương triều đầu tiên. Vị vua tiền triều Narmer đã thống nhất Thượng Ai Cập và Hạ Ai Cập thành một vương quốc thống nhất. Hor-Aha có lẽ đã lên ngôi vao giai đoạn cuối thế kỷ thứ 32 trước Công nguyên hoặc đầu thế kỷ thứ 31 trước Công nguyên.

### Chính sách đối nội
Hor-Aha dường như đã tiến hành nhiều hoạt động tôn giáo. Một chuyến viếng thăm của ông đến một đền thờ của nữ thần Neith đã được ghi lại trên một số tấm bảng thuộc vương triều của ông. Thánh điện của thần Neith mà ông đến thăm nằm ở phía đông bắc của đồng bằng sông Nile tại Sais. Hơn nữa, biểu tượng chiếc thuyền Henu thiêng liêng của thần Seker lần đầu tiên được tìm thấy trên một tấm bảng năm thuộc vương triều của ông.

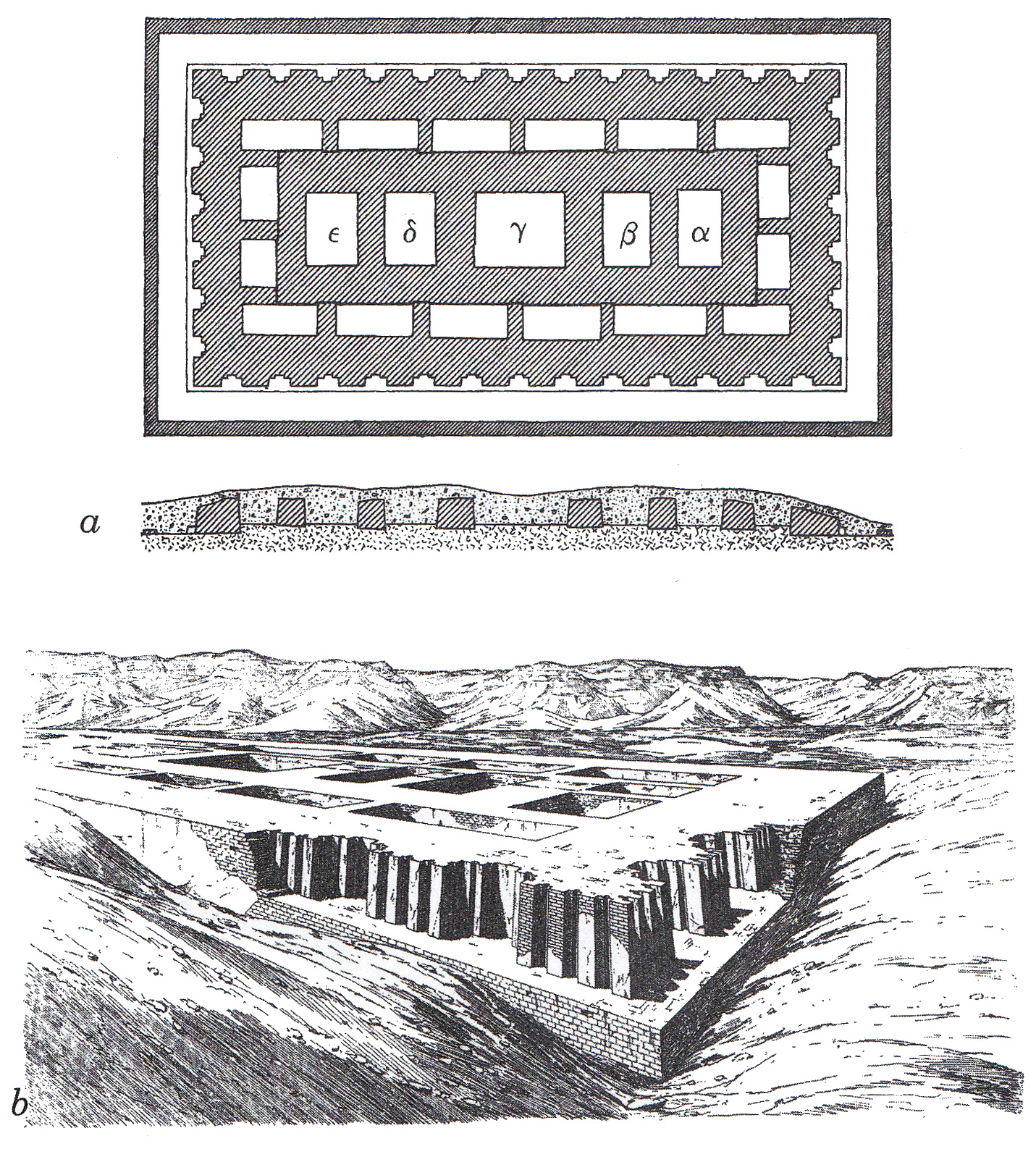
Mastaba được cho là của Neithhotep và do Hor-Aha xây dựng.

Những dòng chữ khắc trên các chiếc bình, nhãn hiệu và dấu ấn triện từ các ngôi mộ của Hor-Aha và nữ hoàng Neithhotep cho thấy rằng vị nữ hoàng này đã qua đời dưới vương triều của Aha. Ông đã cho an táng bà trong một mastaba tráng lệ và được Jacques de Morgan khai quật sau này. Nữ hoàng Neithhotep có vẻ như chính là mẹ của Aha Việc lựa chọn khu nghĩa địa Naqada để làm nơi an nghỉ của Neithhotep có thể là một dấu hiệu rõ ràng cho thấy bà đến từ vùng đất này. Ngược lại, điều này lại trợ giúp quan điểm cho rằng Narmer đã cưới một thành viên thuộc dòng dõi hoàng gia của Naqada để nhằm củng cố sự thống trị của các vị vua Thinite đối với khu vực này.
Quan trọng hơn, mastaba lâu đời nhất ở nghĩa địa phía bắc Saqqara của Memphis có niên đại thuộc về vương triều của ông. Mastaba này thuộc về một thành viên cấp cao trong chính quyền và người này có thể là một người họ hàng thân thích của Hor-Aha, theo như phong tục vào thời điểm đó. Đây là một dấu hiệu vững chắc cho thấy tầm quan trọng ngày càng tăng của Memphis trong suốt vương triều của Aha.

### Phát triển kinh tế
Chỉ còn sót lại một vài hiện vật thuộc về vương triều của Hor-Aha. Tuy nhiên, phần đầu tinh vi của chiếc rìu đồng dùng để xử tử, những mảnh vỡ của đồ sứ, hộp ngà voi và những viên đá cẩm thạch trắng được chạm khắc đều đã chứng thực cho sự hưng thịnh của các ngành nghề thủ công trong thời kỳ Aha cai trị.

### Những hoạt động bên ngoài Ai Cập
Dòng chữ khắc trên một tấm ngà voi từ Abydos cho thấy Hor-Aha đã lãnh đạo một cuộc viễn chinh chống lại người Nubia. Trên một tấm bảng năm, một năm được gọi một cách rõ ràng là 'Năm đánh thắng Ta-Sety' (tức là Nubia).
Trong thời gian cai trị của Hor-Aha, thương mại với khu vực miền Nam Levant dường như đã suy giảm. Trái ngược với vị vua tiền nhiệm của ông là Narmer, Hor-Aha đã không được chứng thực bên ngoài thung lũng sông Nile. Điều này có thể chỉ ra rằng người Ai Cập đã dần dần giảm bớt các hoạt động thương mại đường dài giữa Ai Cập với các nước láng giềng phía đông của nó và tập trung hơn vào việc khai thác trực tiếp các nguồn lực địa phương. Phân tích những mảnh bình vỡ từ một tiền đồn của người Ai Cập tại En Besor cho thấy rằng nó đã hoạt động trong suốt vương triều của Hor-Aha. Cuối cùng, những mảnh bình vỡ trong ngôi mộ Hor-Aha lại đến từ miền nam Levant.

## Gia đình

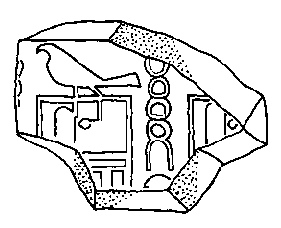
Mảnh đất sét vỡ với dấu triện có mang serekh của Hor-Aha cùng với ký hiệu ḥ và t, có lẽ có ý nghĩa biểu thị tên riêng Htj

Chính cung của Hor-Aha là Benerib, tên của bà đã được "viết cùng tên ông trên một số mảnh vỡ[lịch sử], đặc biệt, từ ngôi mộ B14 ở Abydos, Ai Cập". Ngôi mộ B14 nằm sát ngay cạnh với ngôi mộ của Hor-Aha. Hor-Aha cũng đã có một người vợ khác, Khenthap, bà là mẹ của Djer.

## Lăng mộ

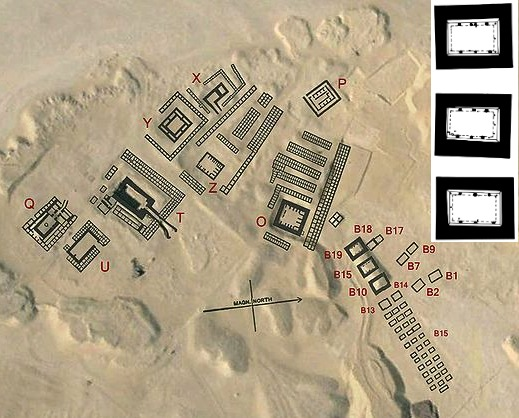
Ngôi mộ của Hor-Aha bao gồm ba phòng chôn cất B10, B15 và B19. B14 có thể là mộ người vợ của Hor-Aha,Benerib.

Ngôi mộ của Hor-Aha nằm trong nghĩa địa của các vị vua thuộc vương triều thứ nhất tại Abydos, nó được gọi là Umm el-Qa'ab. Ngôi mộ bao gồm ba phòng chôn cất lớn B10 B15 và B19 mà nằm liền kề với ngôi mộ của Narmer. Các phòng chôn cất có hình chữ nhật, các bức tường được lót bằng gạch bùn. Ngôi mộ của Narmer và Ka chỉ có hai phòng chôn cất liền kề, trong khi ngôi mộ của Hor-Aha gồm ba phòng lớn hơn đáng kể và còn tách biệt nhau. Nguyên nhân của kiểu kiến trúc này là bởi vi ở thời điểm đó người Ai Cập đã gặp khó khăn trong việc xây dựng trần lớn phía trên những phòng chôn cất này. Thêm nữa, loại gỗ được sử dụng trong những công trình này thường phải nhập từ Palestine.
Một đặc điểm nổi bật khác của ngôi mộ Hor-Aha đó là toàn bộ những người hầu của hoàng gia đã bị chôn theo cùng với pharaon, đây là lần đầu tiên, tục lệ hiến tế người hầu được biết đến ở Ai Cập. Không rõ là họ đã bị giết hay là đã tự sát. Những người bị chôn theo bao gồm người hầu, người lùn, phụ nữ và thậm chí cả những chú chó. Tổng cộng có 36 ngôi mộ con đã được bố trí thành ba hàng song song nằm về phía đông bắc căn phòng chôn cất chính của Hor-Aha.